# Yeti-Airlines-Flug 103
Yeti-Airlines-Flug 103 wurde mit einer De Havilland Canada DHC-6 Twin Otter mit dem Luftfahrzeugkennzeichen 9N-AFE durchgeführt. Das Flugzeug stürzte am 8. Oktober 2008 im Endanflug auf den Flughafen Lukla in Lukla im Osten Nepals ab. Der Flug war vom Flughafen Kathmandu gestartet.

## Ablauf
Der Flughafen stellt den Hauptzugang zur Mount-Everest-Region in Nepal dar und ist für seine fliegerisch anspruchsvolle Lage bekannt. Seine Lande- und Startbahn ist lediglich 527 Meter lang und 20 Meter breit und weist eine starke Steigung auf. Aufgrund schlechten Wetters hatten die Piloten Schwierigkeiten, die Landebahn auszumachen. Beim dennoch durchgeführten Landeversuch flog das Flugzeug zu tief und versetzt zur Bahn an und stürzte in die Bergflanke unmittelbar vor der Landebahn.

## Passagiere

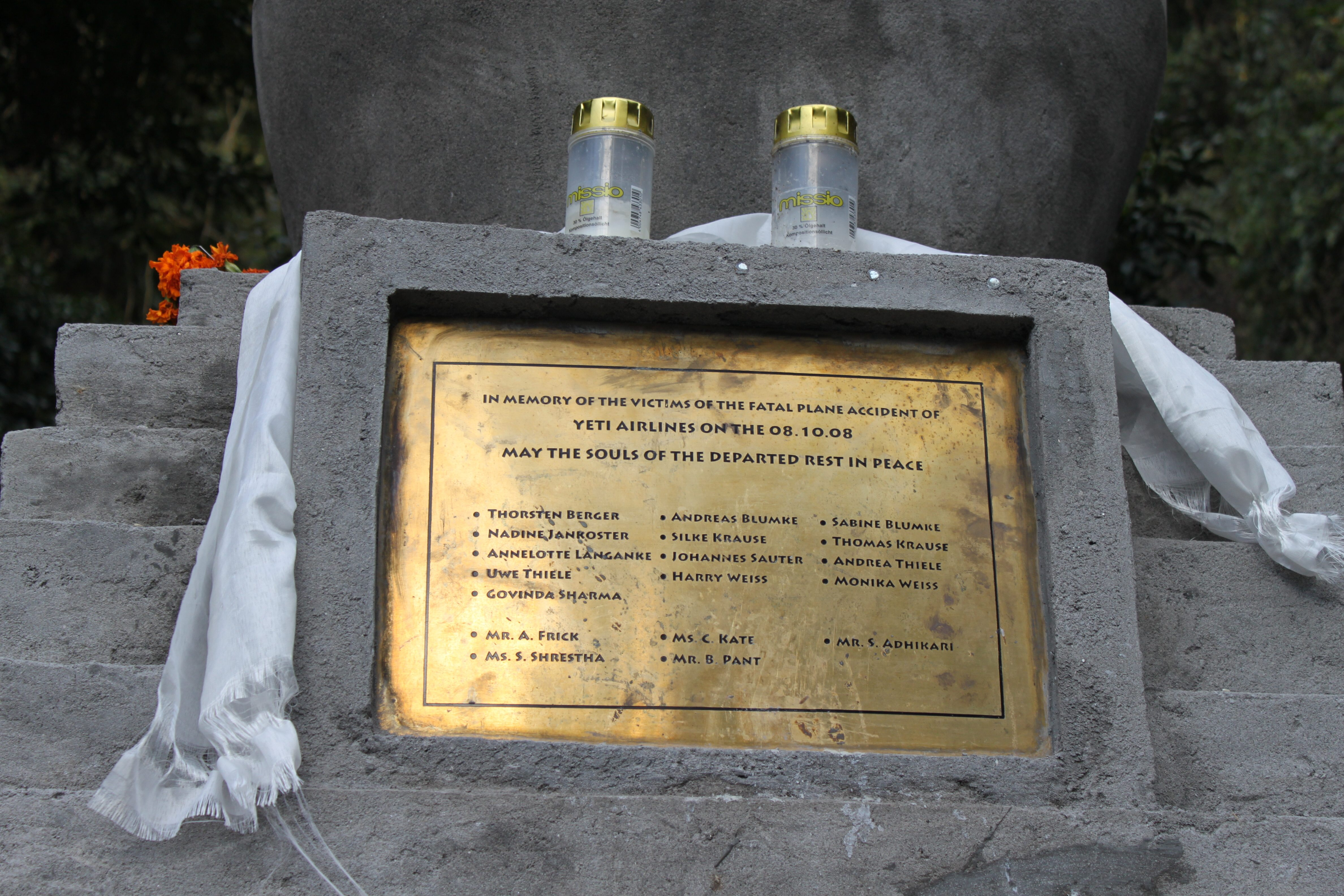
Gedenktafel am westlichen Ortsausgang von Lukla.

Insgesamt starben 18 Menschen bei dem Unfall – 16 Touristen und zwei nepalesische Crewmitglieder – lediglich einer der nepalesischen Piloten überlebte mit schweren Verletzungen. Zwölf der Passagiere waren deutsche Trekking-Touristen, zwei kamen aus Nepal und zwei aus Australien.